# Halley-Station
Koordinaten: 75° 34′ 5″ S, 25° 30′ 30″ W

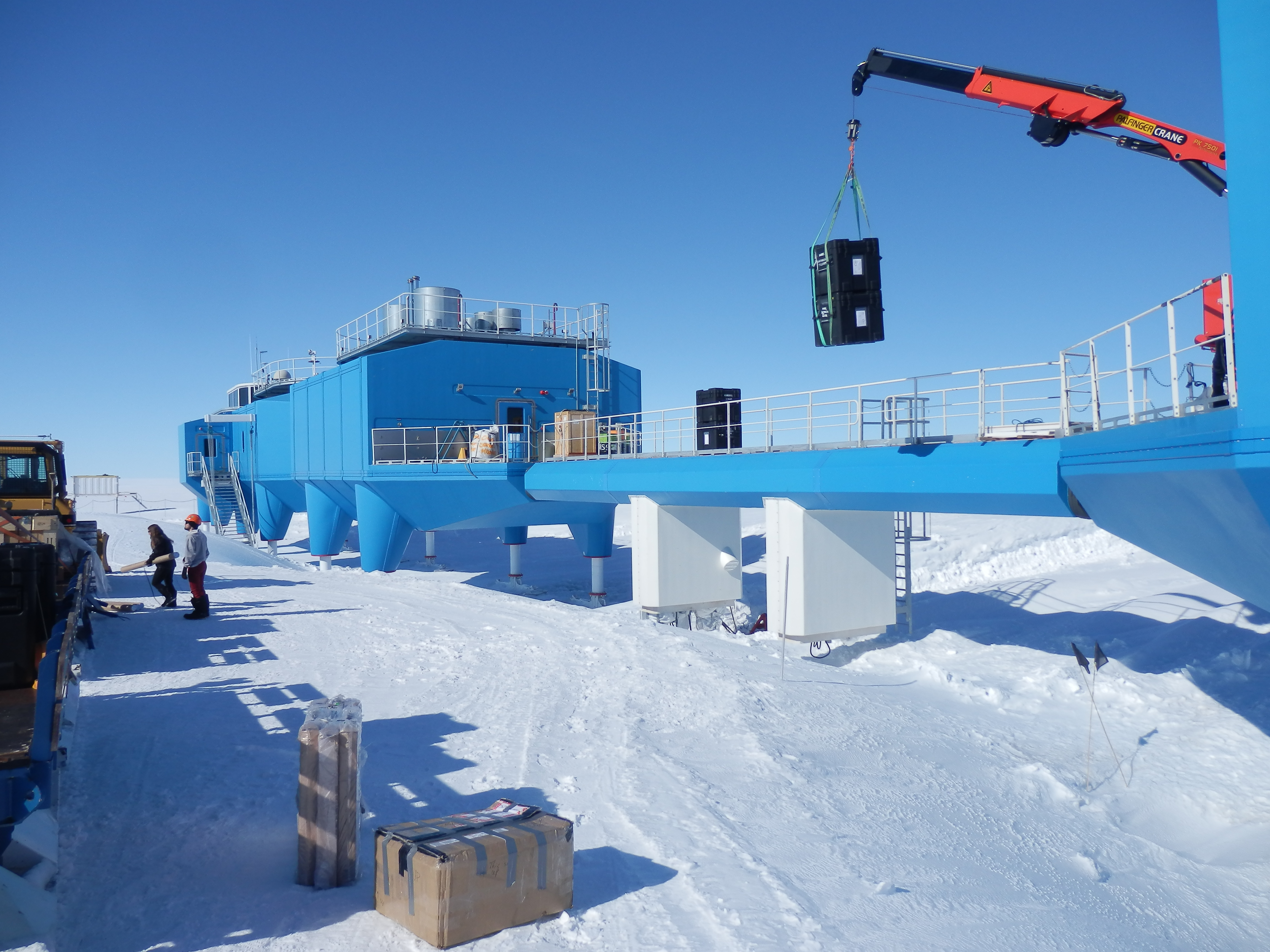
Teil von Halley VI

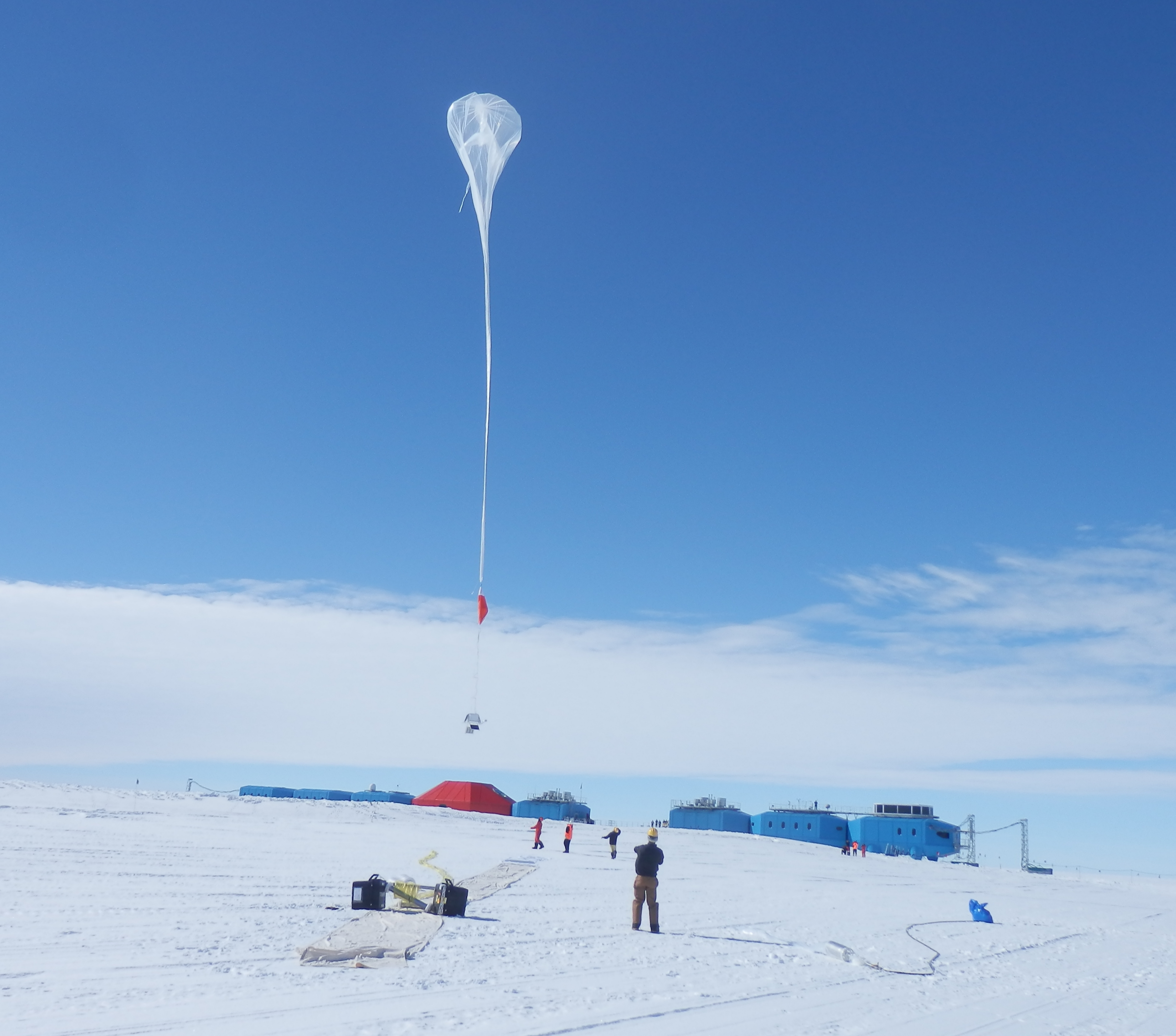
Start einer BARREL Ballonsonde; Halley VI im Hintergrund

Die Halley-Station auf dem Brunt-Eisschelf in der Weddell-See nahe der zum Coatsland, Ostantarktika gehörenden Caird-Küste ist eine britische Forschungsstation, die sich der Erforschung der Erdatmosphäre widmet. Hier ausgemachte Messungen führten 1985 zur Entdeckung des Ozonlochs.

## Geschichte
Die Halley-Bay-Station wurde 1956 für das Internationale Geophysikalische Jahr 1957–1958 durch eine Expedition der Royal Society gegründet. Sie wurde ursprünglich an der Halley-Bucht errichtet, benannt nach dem Astronomen Edmond Halley, und nach der Bucht benannt. Nachdem die Bucht wegen Veränderungen des Eisschelfs verschwunden war, wurde die Station 1977 in Halley umbenannt.
Bisher sind sechs Halley-Stationen gebaut worden. Die ersten vier Stationen sind nach jeweils rund 10 Jahren unter Schneeanhäufungen begraben und zusammengedrückt worden, bis sie unbewohnbar wurden. Verschiedene Baumethoden sind ausprobiert worden – von ungeschützten Holzhütten bis zu Stahltunneln. Halley V, fertiggestellt 1989, war die erste Station, die auf Stahlplattformen errichtet wurde; diese wurden jährlich angehoben, um sie über dem Schnee zu halten. Da die Stützen jedoch fest im Eis verankert waren, geriet Halley V im Lauf der Jahre zu nah an die Abbruchkante des Eises. Nach Fertigstellung ihres Nachfolgers Halley VI wurde sie 2012 abgebrochen.
Halley VI ist die erste bewegliche Forschungsstation, sie wurde von Hugh Broughton Architects in Zusammenarbeit mit AECOM für das britische Polarforschungsinstitut British Antarctic Survey entworfen und vom britischen Bauunternehmen Galliford Try errichtet. 2015 wurde das Bauprojekt mit dem Outstanding Civil Engineering Achievement Award der American Society of Civil Engineers (ASCE) ausgezeichnet.
Eine der folgenreichsten Entdeckungen war der 1985 – aufgrund von hier ermittelten Daten – publizierte Nachweis des Ozonlochs.

## Halley VI
Halley VI wurde am 28. Februar 2012 fertiggestellt. Die Station besteht aus acht Modulen, deren Stützen hydraulisch angehoben werden können, um sie über neuem Eis und Schnee zu halten; darüber hinaus enden die Stützen in großen Skiern, so dass die gesamte Station durch Traktoren nötigenfalls an einen anderen Ort verbracht werden kann.
Während die Station im Sommer 2016/17 bereits wegen eines Risses im Schelfeis („Chasm 1“) umzog, wurde nach der Entdeckung eines weiteren Risses („Halloween Crack“) beschlossen, die Besatzung ab März 2017 bis zum Ende des antarktischen Winters abzuziehen. Auch im Februar 2019 wurde beschlossen, die Station aus Sicherheitsgründen bis zum November 2019 zu schließen.

## Umwelt
Temperaturen steigen in Halley fast nie über Null, im Hochsommer liegen die Temperaturen um −10 °C, im tiefen Winter können bis zu −50 °C erreicht werden.
Der Wind weht hauptsächlich aus Osten. Üblicherweise heben starke Winde den staubigen Oberflächenschnee an, wodurch die Sichtweite auf wenige Meter beschränkt wird.
Einer der Gründe für die Standortwahl war die Lage der Station südlich des Polarlicht-Kreises. Über Halley finden häufige Erscheinungen der Aurora australis statt. Diese können am leichtesten während der 105 Tage, an denen die Sonne nicht über den Horizont steigt, beobachtet werden.

## Bewohner
Während des Winters befinden sich meist 16 Personen auf der Station, die dort überwintern. In den Sommermonaten, vom frühen November bis zum späten Dezember, steigt diese Zahl auf ungefähr 70 an.
In Artikeln über Antarktisstationen wird oft nicht klar, dass nur sehr wenige der Stationsbewohner Wissenschaftler sind. Die meisten sind Techniker, die benötigt werden, um die Station und die Experimente am Laufen zu halten. Das überwinternde Team in Halley besteht aus einem Koch, einem Arzt, Mechanikern, einem Elektriker, verschiedenen Elektronikern und einem Heizungs- und Lüftungsfachmann.
Einer der Überwinterer wird jedes Jahr zum Basisbefehlshaber berufen und als Magistrat vereidigt. Dieses Amt übt er zusätzlich zu seinen normalen Aufgaben für eine kleine Gehaltsergänzung aus.
1996 hat in Halley das erste Mal eine Frau überwintert. Seitdem haben jährlich mindestens zwei Frauen in Halley überwintert.

## Leben auf der Station
Das wichtigste Ereignis in jedem Jahr ist die Ankunft des Versorgungsschiffes im späten Dezember. Zurzeit ist es die Sir David Attenborough. Zuvor wurde die Station von der Ernest Shackleton (1999–2018) bzw. der Bransfield (1971–1999) versorgt. Das Löschen der Fracht dauert gewöhnlich eine Woche bei einem 24-Stunden-Arbeitstag, wobei eine Flotte von Schneeraupen die Frachtschlitten circa 15 km landeinwärts zieht.
In der kurzen Sommerperiode muss eine Menge Arbeit erledigt werden. Hierzu gehören sowohl wissenschaftliche Aktivitäten als auch größere Wartungsarbeiten wie das Heben der Plattformen. In dieser Zeit fährt das Schiff wieder fort, um andere Aufgaben zu erfüllen.
Anfang Februar kommt das Schiff ein letztes Mal nach Halley. Die Fracht wird geladen, das Sommerpersonal und die scheidenden Überwinterer gehen an Bord, das Schiff lässt die Überwinterer zurück.
Das nächste Ereignis im Stationskalender ist Sonnenuntergang, der letzte Tag, an dem die Sonne über den Horizont steigt. Dies wird gewöhnlich mit einem Barbecue gefeiert. Der älteste Überwinterer senkt die zerfetzten Überreste des Union Jack, der britischen Flagge.
Mittwinter wurde in der Antarktis schon in den Tagen der frühen Forscher gefeiert und in Halley findet eine ereignisreiche Woche statt, die in dem großen Mittwinterfestmahl gipfelt. Der BBC World Service bringt eine Sondersendung mit Nachrichten von zuhause und mit einem Musikstück, das sich jede Stationsmannschaft ausgesucht hat. Traditionellerweise laufen die Überwinterer nackt um das Gebäude, obwohl es ihnen erlaubt ist, Hüte, Handschuhe und Stiefel zu tragen.
Bei Sonnenaufgang, der Rückkehr der Sonne, wird, falls das Wetter es erlaubt, ein weiteres Barbecue veranstaltet und eine neue Flagge wird durch den jüngsten Überwinterer gehisst.